# Lago Dezadeash
Il Lago Dezadeash è un lago del Canada che si trova nello Yukon ha una lunghezza di 19 chilometri ed una larghezza massima di 9. Dal lago effluisce il Dezadeash che dopo circa 150 chilometri si immette nell'Alsek.